# 政府長者公寓
政府長者公寓（葡萄牙語：Residência do Governo para Idosos）；工程名稱：東北大馬路長者公寓 （葡萄牙語：Apartamentos para Idosos na Avenida do Nordeste）是位於澳門半島黑沙環新填海區P地段內，是澳門特別行政區政府首個興建及發展的長者公寓項目，共興建2幢37層樓高的大樓和3層地庫停車場，合共提供1,815個單位。由香港華藝設計顧問(澳門)有限公司負責建築設計，中國建築工程(澳門)有限公司承建，並負責精裝修工程及統籌物業管理服務。項目於2020年12月動工，於2024年1月完工。

## 沿革

### 預留用地
2020年2月25日，城市規劃委員會舉行全體會議，其中將原海一居收回的用地作出介紹。澳門都市更新股份有限公司董事會主席林金城表示，經徵詢各方意見後，現P地段劃分為4塊土地，地段除了興建置換房之外，亦預留部分土地興建暫住房及開闢公共馬路。其中第四地塊 (俗稱地塊D) 原規劃為長者公寓用地，現交回給政府作保留用地。

### 落實規劃及興建
2020年4月21日，行政長官出席立法會全體會議回應議員就澳門特別行政區政府2020年財政年度施政報告內容的提問。他提到房屋中長期計劃分為五個階梯：一是社屋、二是經屋、三是仍需社會討論的夾心階層房屋、四是長者公寓、五是私樓。其中規劃中的第四階梯中，是面向長者的公寓，是為照顧有唐樓單位的長者而推出的一批電梯公寓。他表示政府已在黑沙環P地段預留長者公寓規劃用地，約2,000多個單位，冀與置換房及暫住房同步落成。
2020年4月22日，有關規劃2,000多個單位的「長者公寓」的規劃條件圖草案交由城市規劃委員會公示，徵集各界意見。佔地面積6,828平方米，將興建在靠進保利達花園一端，最大樓與高度為120米，裙樓最高可建15米，裙樓平台必須設有綠化休憩區，植物種植面積不得少於露天面積的一半，同時設有停車場與變電站。

### 直接判給興建
2020年11月18日，建設發展辦公室於其網站公佈該項目已判給予中建澳門，設計連建造工程造價 20.98億澳門元，施工期限為 860個工作天。在項目判給公佈前一日(即2020年11月17日)，行政長官賀一誠出席立法會施政答問大會回應議員提問時，表示長者公寓項目將使用「design & build」同一份標書的方式可以加快公共房屋興建的相關程序，將成為澳門首間長者公寓，提供1,800個居住單位，將設有餐飲、醫療等服務於一體，冀改善長者的生活，同時作為首個先導計劃去進行興建。
2020年12月2日，在澳門立法會社會文化範疇施政辯論中，多位議員關注長者公寓具體計劃，社會文化司司長歐陽瑜表示預計2023年完成，希望2024年投入使用。政府正研究長者公寓管理模式，包括社會服務設施的營運管理、公寓內的物業管理、社服設施如何運作等，考慮按社工局一貫做法，委託社團負責營運較有效。至於物管、商鋪和綠化平台方面仍在設計階段。至於准入條件方面，歐陽瑜表示，會優先惠及居住在唐樓，行動不便的長者；而且長者年齡越大、行動狀況越不便，分數越高；長者身邊有沒有其他照顧者亦是考慮因素。
2020年12月4日，在澳門立法會運輸工務範疇施政辯論中，間選議員陳亦立關注長者公寓以酒店標準，只適合一人居住，擔心入住的長者身體狀態變差，建議政府考慮多增設兩房或三房的單位。運輸工務司司長羅立文回應指，已按用家要求建設長者公寓，沒有T2、T3戶型，而且每間房面積都是38平方米，足夠兩人入住。他指這是第一間的長者公寓，未必好完美，但相信將來有經驗之後，會越做越好。
2021年1月6日，社會工作局局長韓衛出席電台時事節目「澳門講場」時表示，長者公寓會以酒店式服務運作，廚房設計較簡單，長者可在單位內煮食，同時設有完善的支援服務，包括餐廳及送餐服務。計劃會先惠及居於唐樓，且具有自理能力的長者。
2021年3月29日立法會全體會議上，有議員關注長者公寓相關情況，社工局社會互助廳廳長蔡兆源表示，屆時長者長者公寓提供1,800 個住戶單位，預計每個單位可容納兩名長者，當局假設申請者當中，一半是獨居長者，一半是長者夫婦，預計屆時公寓可容納2,700 名年齡65 歲或以上的長者，當中40% 是居於唐樓的人士。至於往後會否再興建長者公寓，他表示特區政府會按社會接受程度，再考慮未來土地供應情況。
2021年3月30日，長者服務十年行動計劃長期措施將於2021年至2025年開展。長者公寓設施方面，包括設有健康監測中心，將長者健康情況傳到中心，醫護人員有更多時間關心長者及病人，亦能更密切監測長者身體情況。申請條件方面，會優先惠及居住在唐樓、行動不便長者，而且其年齡愈大、行動狀況愈不便，分數愈高；長著身邊有沒有其他照顧著亦是考慮因素。
2021年4月13日，澳門立法會舉行答問大會，行政長官賀一誠在回應議員有關房屋總體規劃問題時表示，政府於2020年4月公佈了長者公寓的方案，目前已全面投入建設，希望於2023年可基本完成。長者公寓屬於先導計劃，項目將交由社會工作局進行分配工作，由於長者公寓屬出租而非銷售物業，故將透過行政法規確立分配準則。
2021年6月2日，中區社區咨詢委員會委員引述社會工作局代表指，長者公寓核心對象以本澳居住的長者為先，未來不排除在長者公寓供應單位有剩餘情況下，考慮讓居於大灣區的長者申請，前提需為澳門永久居民，且符合一定年齡、身體、家庭及資產狀況等基本條件。
2021年8月24日，行政長官賀一誠表示，政府正進行長者公寓相關法規草擬工作，包括擬訂分配準則、程序操作、遷入規則，以及草擬法規文本等，預計2023年完成。長者公寓的准入資格正在研究中，首要目標是協助居於唐樓，有上落樓梯困難，且經濟上可承擔相應租金的長者，尤其獨居及年長夫婦，解決目前面對的生活和出行困難。在租金方面，將會考慮相同面積單位的市場價格，也將顧及長者的承擔能力。
2023年1月24日，社會工作局局長韓衛致電時事節目《澳門講場》向聽眾拜年，指長者公寓基本完成裙樓結構工程，料同年年底可完工。入住評審方面會以行政法規方式訂定，同樣於同年年底完成，初步引入計分制，確保居住在唐樓的長者有更高入住機會。
2023年2月初，的長者公寓設計連建造工程進行如火如荼，據運輸工務範疇超過一億元工程的狀況列表，長者公寓零超時，進度理想，預算則較預期減少7.1%。
2023年5月4日，長者公寓興建至23層，按計劃在同年12月竣工並完成總體建設工作。相關行政法規爭取於同年內通過及公佈，並於2024年內有序開展入住申請和審批程序。
2023年7月20日，長者公寓舉行封頂儀式，整體工程預計2024初竣工。公共建設局表示，工程於同年7月7日完成結構封頂，較節點工期提前29天。
2023年10月16日，政府正式公布長者公寓租金及評分準則，由同年11月6日起接受申請，預計在2024年第二季完成首階段申請的審批工作，第三季完成公寓的內部裝修和各項設置，第四季安排經審批符合資格的長者使用公寓住宿單位。
2024年1月，公共建設局網站顯示，工程已被臨時接收。期間受疫情影響延期43個工作天。
2024年6月下旬，政府把長者公寓精裝修工程及統籌物業管理服務直接判給「中國建築工程（澳門）有限公司」，金額超過2億元，施工期為340天，供應期為36個月；商舖由「萬豪軒集團餐飲管理有限公司」獲判給。

### 揭牌及入伙
2024年9月26日，政府長者公寓舉行揭牌儀式，預計10月15日起投入服務，衛生局設在長者公寓內的長者健康中心預計11月底投運。
2024年10月15日，政府長者公寓正式投入服務，會所設施亦開始有序投入運作。

## 特色
在長者公寓興建過程中，將採用建築信息模擬(BIM)等有關技能，推動建築工程數字化建設發展。建築組裝方面，採用組製式建築，在未來政府建築工程作出參考。

## 相關法律
2023年9月22日，澳門特別行政區行政會完成討論《政府長者公寓的使用及管理規章》行政法規草案。政府長者公寓為長者提供便利環境，提高生活素質，尤其是居於沒有升降設備樓宇的長者，協助他們融入社區。為落實政策，特區政府制定該法規。
2023年11月6日，《政府長者公寓的使用及管理規章》行政法規正式實施，並於同日起接受申請。每一單位使用人數上限為兩人。申請人須同時符合澳門特區永久性居民，年滿六十五歲、具備居家生活自理能力等要件等。

## 配套設施
長者公寓內住戶單位和社會服務設施設計將引入智慧養老、智能家居及無障礙環境等管理模式與運作配置。同時提供衛生護理的支援服務，包括緊急醫療支援、長者保健門診及專科外展醫療服務。亦將興建社會服務設施（長者日間中心、日間護理服務、家居照顧及支援服務、緊急支援及長者院舍等），設有6,000平方米的綠化平台及在地下設有商業用途的地舖等。
地面層保留了四個合共約6,510平方呎、可分為四個商鋪，其中三個“對街”，期望透過出租舖位引入更多如推動銀髮產業等適合長者的商業模式。若商舖服務對象以長者為主，照顧到長者需要，可給予更多優惠；大樓1樓大型商鋪實用面積32,000平方呎，樓高4.5米，初步以酒樓作為考量，為此已預設隔油井和電錶等，商舖有獨立電梯及升降機直達地面。用戶獨立電梯大堂亦可通往一樓，屆時長者將可在公寓內輕鬆地享受美食和便利的生活；2樓為會所設施、3樓為戶外平台花園、運動室、多功能室等。

### 家居設備
公寓單位將會配置基本家居設備（傢具、電器等），以及樂齡科技設備（廚房過熱監察、溢水偵測和緊急呼援設備）。

### 會所
公寓會所面積逾3,000平方米，設有卡啦OK室、粵劇室、圖書室、健身室及其他活動空間，能為長者提供各類文娛康體、社交聯誼、興趣班、社區活動、義工探訪及社會資訊等活動和服務。另設有面積約有3,000平方米平台花園，設有健康步道、運動康樂設施、園林綠化及閒聚空間等。
根據政府公報於2024年9月30日刊登社會文化司司長批示《使用政府長者公寓會所收費表》，公佈了政府長者公寓會所設施的有關收費，費用由10元至3,000元不等，社會工作局局長可豁免全部或部分收費，或提供特別優惠，批示將於同年11月1日生效。

### 餐飲設施
2024年1月24日，政府對公寓一樓A1鋪的餐廳進行招租，於同年2月23日截標，26日開標。商鋪實用面積約3,019平方米。獲判給人需同時營辦以中式餐廳為主，飲食店(茶餐廳)為輔，具備智能化設備及管理的餐廳，並供應價格合理的中西式餐飲服務；商鋪於同年1月31日開放視察並要求有意者須於提前1天預約參觀。
2024年6月下旬，社會工作局網站顯示，「政府長者公寓一樓商舖A1之租賃」透過公開招標作判給，只有一間公司投標。由「萬豪軒集團餐飲管理有限公司」獲得判給，每月租金為約52萬元，租賃期為60個月。相關建議書批示日期為2024年2月29日，判給實體為社會工作局行政管理委員會。招標文件列明，獲判給公司在商舖（實用面積超過3,000平方米）內同時營辦以中式餐廳為主，飲食店（茶餐廳）為輔，具備智能化設備及管理的餐廳，選用各種時令食材，為政府長者公寓的住戶及區內居民供應價格合理的中西式早餐、午餐、茶點及晚餐等服務。
2024年9月，社會工作局表示，位於大樓一樓分別有酒樓（萬豪軒（佳宴））、茶餐廳（萬豪軒（怡趣））及自選飯餐廳（食堂），其中茶餐廳在公寓投入營運後會率先開業。
2024年11月至12月，位於長者公寓一樓的怡趣茶餐廳、自選飯餐廳及酒樓陸續正式試營業，三間餐廳均由萬豪軒餐飲集團營運。

### 公共停車場
東北大馬路長者公寓設有公共停車場，位於公寓的地庫一層（-1F）至地庫三層（-3F），於9月26日上午對外開放使用，提供合共479個輕型汽車及摩托車泊車位，包括345個輕型汽車泊車位及134個摩托車泊車位，未來將增設電動車充電泊位，不設月票車位。輕型汽車日間（上午8時至晚上8時前）每小時或不足1小時8元，夜間（晚上8時至翌日上午8時前）4元；摩托車日間每小時或不足1小時3元，夜間1.5元。停車場暫時提供5種收費模式，包括Mpark無感支付、現金支付、澳門通、MPay及銀聯閃付卡電子收費系統等。

## 示範單位
2021年7月13日，社會工作局於望廈社屋第二期3樓設置長者公寓展示區，並正式對外開放，展示區開放時間為周二至日早上11時至晚上8時，無需預約；周一及公眾假期休息。2025年3月17日，位於澳門俾利喇街望德樓三樓的政府長者公寓展示區停止對外開放，位於澳門松柏街311號及337號的政府長者公寓自同日起開放預約參觀。

## 營運模式
營運模式方面，在2021年11月26日養老保障機制跨部門策導小組會議上，社會工作局代表介紹相關執行情況，包括長者公寓大樓建設、行政法規草擬、長者公寓展示區參觀情況等；並比較廣州、香港特區、台灣地區和日本的長者公寓營運模式，探討澳門採取商業模式發展的可能方案。社會文化司司長歐陽瑜表示，該項目由政府牽頭以先導計劃開展，在未來投入營運後需總結有關的營運經驗，從服務配套及市場發展等方向，探討引入商業發展模式，為澳門發展銀髮產業提供參考。
2021年12月1日，澳門立法會舉行2022年度社會文化範疇施政辯論中，社會文化司司長歐陽瑜在會議上表示，在特區「二五」規劃中，明確長者公寓將循商業模式提供更好條件，給予需要長者公寓且有經濟能力的長者居住。

## 申請方法及租金
2021年12月1日，社會文化司司長歐陽瑜在立法會回應長者公寓租金定價時稱，當局曾了解鄰近地區的情況，並現正了解在長者公寓周邊相同面積，以及具有同類設施住宅大廈的租金，以至工業大廈的租金亦有了解，當局會根據相關要素制定長者公寓租金。
2022年4月4日，社會工作局研究及規劃廳廳長鄧潔芳表示，長者公寓入住收費會綜合考慮長者出租原唐樓單位所得租金和承擔能力，預計長者公寓租金會低於市場價格。入住條件和准則方面，初步考慮申請對象為年滿65歲的永久居民，具居家生活自理能力，家庭結構、居住狀況、居澳年期和留澳時間等因素作為分配排序和入住參考。她並強調，申請對象必須是持唐樓物業的長者，因為政府希望改善唐樓長者的居住問題。 
2023年9月22日，社會工作局宣佈長者公寓預期於11月內可開始接受政府長者公寓的申請、2024年第二季完成公寓申請的審批工作、第三季完成公寓內部裝修和各項設置、第四季可安排合資格的長者使用公寓。公寓的申請人必須為年滿65歲的澳門特區永久性居民，且具備居家生活自理能力。倘兩人申請共同使用同一單位，其中一位申請人必須符合上述的資格條件；而另一位申請人須為年滿60歲的澳門特區永久性或非永久性居民，且具備居家生活自理能力。兩位共同申請人之間的關係為夫婦、親屬或朋友等皆可，行政法規未有作出特別規限。倘有申請人的居家生活自理能力不足，但在申請共同使用單位的人或其他照顧者（如家傭）的協助下能夠居家生活，亦可提出申請。
2023年10月16日，特區公報刊登社會文化司司長批示，核准《政府長者公寓住宿單位的使用申請評分準則》和政府長者公寓的住宿單位使用費表，自2023年11月6日生效。申請評分準則，分為基本分與加分項。基本分為滿足申請要件將獲基本分。加分項則包括：目前居於沒有升降設備的樓宇獨立單位；獨居；取得身分證的年期與居於澳門的時間等。另外，如兩人申請共用一住宿單位，須為該兩人獨立評分，按「擇優原則」，以當中較高的總分作為申請的最終評分。使用費方面，按單位所屬區域及樓層訂定，其中4樓至21樓，每月使用費介乎5,410元至6,370元，22樓至37樓每月5,670元至6,680元。首759個供選擇的單位，在首次簽訂協議生效期內，使用費按原價八成計算，保證金金額相當於兩個月使用費。申請方面分為兩個階段，首階段可於指定日期內提交或更新資料；次階段改為恆常申請，申請人可隨時提交申請，輪候期間可隨時更新資料，次階段開始申請日期將另行公佈。
2023年11月6日上午9時起，公寓正式開放申請，除了提供網上被「政府長者公寓電子申請系統」，長者亦可到社會工作局總部、社會工作中心及位於望廈社屋的長者公寓展示區等15個指定單位辦理申請，另協調62個服務點，協助市民進行線上申請。另推出首階段優惠措施共759個住宿單位在首次簽訂的使用協議生效期內，可獲相應使用費的20%費用減免，即8折優惠，優惠後的使用費最低由每月4328澳門元起，有關費用已包括管理費。
2023年11月27日，社會文化司司長歐陽瑜表示，長者公寓開放申請收到超過1,200宗；她指出政府推出長者公寓旨為解決具經濟基礎長者上落樓梯難的問題，已經是超額申請，因此亦正研究下一階段會否再提供優惠，但未必會有八折，可能“高少少、一級一級”。
2024年5月6日，澳門特別行政區公報刊登第31/2024號社會文化司司長批示，公佈政府長者公寓的住宿單位使用費表、享有優惠價格的條件及1518個住宿單位分佈等詳情。根據上述批示，於2023年11月6日至12月31日期間提出申請並經核實的合資格者，只要在社會工作局訂定的九十日內選擇指定範圍的住宿單位，並在指定的期間簽署使用協議，在其首份簽訂為期三年的使用協議生效期內，所使用的住宿單位每月使用費將按八折計算。
2024年6月，社會工作局表示按計劃於7月8日起進入揀樓程序，屆時會分批按申請人的得分為揀樓次序以線上或線下方式揀樓，預計10月將有首批長者入住共759個單位。

## 爭議及問題

### 直接判給惹“開壞先例”
2020年12月9日，由6個澳門本地建築界團體，包括澳門建築師協會、澳門工程師學會、澳門工程顧問商會、澳門建築置業商會、澳門建造商會及澳門建築機械工程商會組成的建築業發展關注小組發表工作報告，同時關注長者公寓設計連建造工程直接判給中建澳門的情況。工程顧問商會副會長謝廣達認為，直接判給破壞市場行為，已向政府反映希望優先考慮澳門本地公司，他表示業界曾同運輸工務司司長羅立文會面，他又引述當日政府的回覆指，因為該項目為施政方針一部分，「有迫切性，用非常的手段進行判給」。司長亦認為直接判給不應再使用。建造商會榮譽主席羅啟中指出，業界對長者公寓直接判給反響大，應「僅此一次」。他表示，若以一般方式興建，澳門本地公司有能力興建長者公寓的 1,800個單位，但因採取預製件方式興建，需找具經驗、資金雄厚、人員多的公司，亦可為本地業界作出示範。羅啟中又認為「design & build」方法會讓審標時間加長，因為要審視設計部分。又指，目前政府審標已標準化，好清晰，最近的開標程予亦可以很快公佈結果。建築師協會理事長蔡韻璇指「design & build」方法有利有弊，例如顧問公司原來是由政府負責，若應用「design & build」則由承建商負責，呼籲政府要把好關。
2020年12月20日，行政長官賀一誠沒直接回應直接判給相關問題，叫傳媒問運輸工務司司長羅立文，但指同羅立文有商議。

### 設計配套難融入長者生活
2021年7月21日，澳門電台中文頻道時事節目《澳門講場》討優化銀髮族生活，不少市民致電時表示關注長者公寓的配套設施、支援服務以及租金問題，出席節目的社工局局長韓衛回應指，就長者公寓的相關設計問題仍在聽取各方意見，而租金則尚未有定案。至於智能化支援方面，他認為當局支援足夠。另有市民致電節目反映，參觀完項目示範單位後，認為間隔稍微有些美中不足，對開放式格局感不適應，問及到時租住後可否自己更改間隔。另一位市民表示，單位廁所內沖涼的位置並無門檻，擔憂去水不及導致易滑倒。也有市民指出晾衫的有關設置也需改善，以及希望有更多如康樂設施等配套。韓衛回應指，項目單一設計難以滿足所有長者需求，間隔的設置需整體考慮1800多戶，故若設計成大單位則服務的對象較少。而且整個長者公寓是類似酒店式管理。至於諸如無地方晾曬衣服、浴室門檻等，他稱皆有以科技方式解決所需。租金問題方面，韓衛指公寓真正落實時間為2024年，現時對租金定價仍講不準。並指，局方在租金上費煞思量，考慮市場價格的同時也需要在長者出租本身的唐樓單位的租金價格取得平衡，暫時仍在研究。
2023年10月17日，澳門立法會直選議員羅彩燕指出，長者公寓對於長者照顧政策來講是一個新的嘗試，但關注於長者公寓軟件配套設施，除了應該具備智能設備，能夠照顧長者便利需要及出入安全之外，是否能夠營造出多姿多彩的樂齡退休社區更為重要；她建議有關當局應該積極參考鄰近地區做法，並與相關專業團體、學術機構、民間社團等保持緊密合作，適當將部份設施項目以官資民辦方式，給予民間專業機構承辦，社區內的服務及設施方能夠多樣化，更加易於滿足以及貼近用家需求。

### 租金定價太高
在租金和申請條件公佈後，澳門立法會間選議員林倫偉在立法會全體會議的議程前發言時表示，使用費訂價與居民預期有距離，對於不少沒有收入的長者有負擔。他希望當局盡可能降低價格，充分考慮申請長者的經濟能力，並協助長者出租舊唐樓單位，以落實妥善照顧長者、改善生活環境和鼓勵參與社會活動等目標。單位方面的面積和間隔統一，未能符合不同長者的居住需要，未來可考慮設定不同面積、配置的單位以符合不同用家的需要。另外提議當局應考慮有關並放寬同住夫妻的年齡限制情況，讓有需要長者可以申請。有居住唐樓的獨居長者表示，每月領取2,800多元養老金，加上積蓄，每月開支不超過5,000元，原寄望長者公寓會以優惠的價錢讓老友記入住，但最低租金都超過5,000多元，要再計算有否能力支付。“除非長者公寓內有很優質的社區配套，如24小時醫療及送餐服務，才會增加申請吸引力。”
民眾建澳聯盟表示，接獲不少長者反映公寓使用費定價過高，已超出大部分長者的經濟承受能力，高昂的使用費讓許多長者望而卻步，恐對政策成效造成障礙；根據社保資料，養老金上限為3,740元，而公寓使用費為5,410元至6,680元，高出養老金將近1.5倍，即使加上敬老金和現金分享仍不能與之持平，意味有眾多長者可能無法承擔相關費用。另外，澳門人口老齡化日益加深，長者公寓的需求料將越來越大，但公寓單位數量有限，將無法滿足持續增長的長者需求。聯盟建議政府可考慮持續檢視情況並適時調整使用費標準，使其更符合長者的經濟承受能力，或通過補貼或其他方式來幫助有需要的長者支付租金，如協助長者出售或出租舊區唐樓，讓他們更具條件租住長者公寓，以協助他們真正改善居住環境。
直選議員梁孫旭於2023年11月上旬提出書面質詢，指長者公寓每平方米租金約為164元，已遠高於市場平均，也遠高於長者唐樓出租的平均租金。而早年提出相關概念時，表示希望引入智慧養老服務，以及設有長者健康監測中心；惟綜合近期官方資訊較側重於會所及公寓配套設施，未有提到上述內容，僅提到單位內引入不同的樂齡科技，周邊有衛生中心供長者住戶使用。但是，該衛生中心服務量人數為全澳首位，他建議當局於公寓內設老人保健站，此基礎上設立長者健康監測中心，讓長者公寓住戶能率先感受到智慧養老的便利性，亦令區內長者能就近取得政府醫療服務，以及疏導黑沙環衛生中心的人流。

### 停車場費用定價比鄰近停車場高
2024年8月12日，特區公報刊登《東北大馬路長者公寓公共停車場規章》，停車場由地庫一層至地庫三層組成，有479個提供予公眾使用的泊車位，當中345個是輕型汽車泊車位、134個重型及輕型摩托車泊車位。泊車費用方面，停車場的泊車憑證包括日間普通票及夜間普通票。輕型汽車日間泊車每小時或不足一小時收費8元（澳門幣，下同），夜間則為4元。重型及輕型摩托車日間泊車每小時或不足一小時收費3元，夜間為1.5元。最多可連續泊車8天。
澳門立法會直選議員李靜儀表示，政府近期新落成的停車場都採取比一般公共停車場高的收費。對於設於長者公寓等政府房屋或者民生區的停車場，其收費若較高將增加居民負擔，亦可能引致私人停車位租金調升。當中長者公寓為民生住屋設施的停車場，當局以高於一般公共停車場的收費標準，應交待基於甚麼標準及準則去作出定價，讓居民擔心未來的慕拉士社屋或新城A區公屋群等民生區均會採取收費較高的做法。另一直選議員李良汪指出，有關定價明顯沒有考慮所屬區域、泊車需求、民生實況等因素，單純以政策取向決定，促當局重新檢視公共停車場泊車收費，尤其往後新落成的公共停車場，切勿“一刀切”訂價，又認為當局有意透過逐漸增加用車成本來控制車輛增長，但缺乏有效理據與數據支撐泊費訂價，做法令人失望。“根本無考慮所屬區域泊車需求、社會經濟情況、停車場泊車率等因素，僅以劃一思維制訂泊費。”

## 未來發展
2021年11月17日，行政長官賀一誠出席立法會施政報告答問時表示，政府正開展調研報告，未來將有房屋白皮書明確計算涉及多少長者。他再以經屋 T1單位申請數字為例，表明不相信議員估算的長者公寓需求量，形容是“不貼地”，強調要調研有第三方數據分析市場需求。
2022年1月31日，政策研究和區域發展局公佈《澳門特別行政區居住用途房屋政策研究》，根據《澳門特別行政區經濟和社會發展第二個五年規劃（2021-2025年）》，明確提出“改善民生是施政的核心任務”，而滿足居民的基本住房需求則是改善民生的重中之重。為此，“二五”規劃已明確提出“有序推行階梯房屋政策”，包括落實公共房屋供應計劃、有序開展夾心房屋建設、發展長者公寓、推動房地產市場平穩健康發展。其中在長者公寓需求方面，當局推算出長者公寓由現在至2025及2030年的需求區間中值分別為2,800間（2025年）及3,400間（2030年）。目前已推出長者公寓先導計劃可提供1,815個單位。特區政府將在完成長者公寓先導計劃的基礎上，根據人口結構中的長者比例、自置物業的數據、自置物業的樓宇特徵等因素分析，以及基於申請的具體情況，明確長者公寓興建量。

## 外部連結
- 公共建設局-東北大馬路長者公寓設計連建造工程 （页面存档备份，存于）
- 社會工作局-政府長者公寓